# Isterødvejen
 Isterødvejen  er en 2 sporet og 2+1 sporet  motortrafikvej mellem Isterød ved Hørsholm og Tulstrup ved Hillerød.
Det var den første motortrafikvej i Danmark, og åbnede i midten af 60'erne 
Vejen starter i Sjælsmarkvej ved Hørsholm Golfklub og forsætter derefter mod nord. Vejen passer Kirkeltevej i en rundkørsel med adgang til landsbyen Kirkelte. Derfra går motortrafikvejen i udkanten af  Store Dyrhave og passerer Overdrevsvejen (Ring 2)  med frakørsel til Hillerød. Vejen forsætter under lokalbanen mellem Hillerød og Helsingør, og igennem skoven Stenholtvang og passerer derefter Fredensborgvej med frakørsel til Hillerød C, og derefter frakørsel mod Kagerup. 
Vejen forsætter derefter videre nord om Hillerød, hvor den passerer Gadevangsvej med frakørsel til Hillerød V, og derefter Hillerødmotorvejen forlængelsen i en tilslutningsanlæg med frakørsel til  København, Roskilde og  Helsinge. Motortrafikvejen forsætter videre vest mod Frederiksværk og ender ved Præstevej, hvor der er frakørsel mod Tulstrup.